# Alchemilla sejuncta
Alchemilla sejuncta är en rosväxtart som beskrevs av A. Plocek. Alchemilla sejuncta ingår i släktet daggkåpor, och familjen rosväxter. Inga underarter finns listade i Catalogue of Life.